# James James Veitch
James Veitch (24 de mayo de 1815 – septiembre 1869) fue el tercero de una larga dinastía de horticultores británicos, quienes establecieron la renombrada empresa familiar Veitch Nurseries.
Veitch era hijo de James Veitch; y nieto de John Veitch. Luego de entrenarse con su padre y su abuelo en la granja Killerton, James junior se fue a Londres para seguir estudiando con viveristas durante dos años. A su retorno a Devon, James junior utilizó sus nuevas habilidades, para ayudar a su padre, en mejorar y ampliar el "Vivero de Exeter", y en reconocimiento a su contribución, fue nombrado socio en la guardería en 1838. Ese mismo año, James Jr. se casó con Harriott Gould, hija de un granjero de Poltimore. La familia se había trasladado ya a su villa especialmente encargado, "Gras Lawn", cerca de la "Guardería Monte Radford". Los tallos múltiples de Sequoiadendron que adornaba el jardín frente a la residencia Veitch aún pueden verse hoy en día, ya que se eleva sobre un nuevo desarrollo de Barrack Road, Exeter.
James Jr. pronto se dio cuenta de que Veitch & Sons, con base en Devon, no podía competir eficazmente con los grandes viveros de Londres, y en 1853 adquirió la firma "Royal Exotic Nursery" de Knight & Perry en Kings Road de Chelsea (Londres).
James Jr. fue un empresario industrioso y astuto, un horticultor experto. Entre otras contribuciones, promovió la formación de la RHS Comités Florales y de Frutos. Bajo su dirección, el "Real Vivero de Exóticas" se convirtió en el más grande de su tipo en Europa, debido principalmente a su división de la guardería en 11 secciones: orquídeas, helechos, plantas nuevas, decorativas, tropicales, de madera blanda, dura, boscosas, vid, multiplicación, semillas, y vidrieras. Cada uno produjo una amplia gama de plantas de la más alta calidad y fue supervisado por expertos. Al ampliarse el negocio, el vivero adquirió nuevos sitios, en: Feltham, Langley, Coombe Wood.
Con el tiempo, se hizo inviable ejecutar ambos sitios de la empresa; y en 1863, Exeter y Londres se convirtieron en independientes. En Exeter, James senior fue sucedido por su hijo menor Robert (1823–1855), y su rama pasó a ser Robert Veitch & Sons. La sucursal de Londres tomó el nombre James Veitch & Sons y allí James junior fue sucedido por sus hijos John Gould (1839–1870), Harry James (1840–1924), and Arthur (1844–1880).

## Honores
- 1856 a 1864, miembro activo del Consejo de la Royal Horticultural Society

### Epónimos
- Medalla Veitch Memorial fundada en su honor

- La abreviatura «J.J.Veitch» se emplea para indicar a James James Veitch como autoridad en la descripción y clasificación científica de los vegetales.[1]